# Pulau Ujong
Pulau Ujong («Illa al final de la península» en malai, en referència a la península de Malaca), també coneguda com a illa de Singapur, és la principal illa de les 65 de les que formen la ciutat estat de Singapur. La major part de l'àrea i de la població de Singapur es troba en aquesta illa.
L'illa forma la major part del país en termes d'àrea, població i protagonisme, ja que les àrees situades a les illes més petites del país consisteixen en àrees militars o industrials, amb les excepcions de Sentosa i l'illa d'Ubin. Al juny de 2021, la població de Singapur era de 5,45 milions.
El continent té una extensió de 697 km² i una població de 4.326.000 (2005), cosa que representa gairebé tota l'extensió i la població de Singapur. Està situada entre l'extrem sud de la península de Malaca, a Malàisia, i l'estret de Singapur, el qual separa Singapur de les illes Riau, a Indonèsia, i comunica els oceans Índic i Pacífic.
Segons un llibre mític del segle iii, Records de països estrangers durant el període Wu oriental (呉時外國傳), estava habitada per caníbals amb cues de cinc a sis polzades.